# Municipio de Aberdeen (Nueva Jersey)
El municipio de Aberdeen (en inglés: Aberdeen Township) es un municipio ubicado en el condado de Monmouth en el estado estadounidense de Nueva Jersey. En el año 2010 tenía una población de 18,210 habitantes y una densidad poblacional de 905.9 personas por km².

## Geografía
El municipio de Aberdeen se encuentra ubicado en las coordenadas 40°25′2″N 74°13′22″O / 40.41722, -74.22278.
Según la Oficina del Censo de Estados Unidos, el municipio tenía una superficie total de 7,77 millas cuadradas (20,13 km2), incluidas 5,45 millas cuadradas (14,10 km2) de tierra y 2,33 millas cuadradas (6,03 km2) de agua (29,95%).  
El municipio está dividido en dos secciones no contiguas, con un pequeño enclave en forma de cuña en la esquina suroeste del municipio separado del resto del municipio por una parte de Matawan en el lado opuesto de la Ruta 79. 
Cliffwood Beach (población del censo de 2010 de 3194) y Strathmore (población de 2010 de 7258)son comunidades no incorporadas y lugares designados para el censo (CDP) ubicados dentro del municipio de Aberdeen.   Otras comunidades no incorporadas dentro del municipio de Aberdeen incluyen Cliffwood y Henningers Mills. 
El municipio limita con Hazlet Township, Holmdel Township, Keansburg, Keyport, Marlboro Township y Matawan en el condado de Monmouth; y el municipio de Old Bridge en el condado de Middlesex. La ciudad tiene una frontera marítima con Staten Island en la ciudad de Nueva York.   

## Demografía
Según la Oficina del Censo en 2000 los ingresos medios por hogar en el municipio eran de $68,125 y los ingresos medios por familia eran $76,648. Los hombres tenían unos ingresos medios de $51,649 frente a los $35,707 para las mujeres. La renta per cápita para la localidad era de $28,984. Alrededor del 4.7% de la población estaba por debajo del umbral de pobreza.

## Historia

### Orígenes
Aquellos que se establecieron en esta área se convirtieron en los nativos americanos Lenni Lenape. Alrededor del año 1000, se desarrolló una sociedad agrícola y pequeñas aldeas se extendieron por lo que se convertiría en Nueva Jersey. Los Lenape comenzaron una retirada hacia el oeste frente a los asentamientos y enfermedades europeos a partir de finales del siglo XVII, comenzando en el condado de Monmouth a mediados del siglo XVIII. Aunque los Lenape viven actualmente en Ontario y Oklahoma, su legado sobrevive en nombres como Mohingson, Luppatatong y Matawan Creeks y Raritan Bay.
El primer intento conocido de asentamiento europeo fue en 1650, cuando la Colonia de Nueva Holanda compró el lado sur de la Bahía de Raritan a Lenni Lenape.

### New Jersey
La primera concesión de tierras inglesa en New Aberdeen fue en 1677, cuando Sir George Carteret concedió 36 acres (145 687 m²)   a Jonathan Holmes.  Esto se encuentra en la actual Oakshades en Mohingson Creek.
El municipio de Matawan cambió su nombre en 1977 a Municipio de Aberdeen, que se remonta al nombre de la parte del condado de Monmouth a la que los colonos escoceses se referían como "New Aberdeen". New Aberdeen incluía las partes norte del condado de Monmouth en la década de 1680 colonizadas por cuáqueros y presbiterianos que huyeron de Escocia para evitar la persecución religiosa. 
En 1684, el Agrimensor General Thomas Rudyard recibió una subvención de 1038 acres (4,2 km²)  en Raritan Bay y Matawan Creek, la ubicación actual de Cliffwood y Cliffwood Beach.  Debido al alto cargo de Rudyard, esto fue bastante controvertido, y en 1685, la Junta de Propietarios emitió una orden sobre el trazado del terreno. La sección 7 abordó actividades cuestionables como la de Rudyard, quien vendió su tierra a su yerno, Samuel Winder.
La década de 1680 vio una afluencia de inmigrantes escoceses que huían de la persecución religiosa en respuesta a un libro de 1683 de George Scott que ensalzaba las virtudes del asentamiento escocés en el este de Jersey. En 1701, un sitio de aldea de 100 acres (0,4 km²)  fue cedido por los propietarios a 24 colonos escoceses de la zona. Estos hombres y otros seis también compraron un lugar de aterrizaje en Matawan Creek. El sitio de la aldea finalmente pasó a llamarse Mount Pleasant, y el desembarcadero, al convertirse en un importante punto de envío para los productos de Middletown Township, se convirtió en Middletown Point. Un tercer asentamiento, muy disperso, se desarrolló en el siglo XVIII al oeste de Matawan Creek y se llamó Matawan o Matavan. 

### Municipio de Middletown
En 1693, lo que se convertiría en el municipio de Aberdeen pasó a formar parte del municipio de Middletown que, en ese momento, consistía en lo que hoy es Aberdeen, el municipio de Holmdel, el municipio de Hazlet, Middletown (incluido Sandy Hook), el municipio de Matawan, Keyport, Union Beach, Keansburg, Tierras Altas del Atlántico, Tierras Altas y una porción del municipio de Colts Neck. Una parte del municipio que se extendía hasta el noroeste hasta Cheesequake Creek fue cedida al condado de Middlesex en 1710. 

### Municipio de Raritan
Middletown se consideraba demasiado grande y difícil de manejar, y en febrero de 1848 se aprobó una legislación que tomó la mitad occidental del municipio de Middletown para crear un nuevo municipio, Raritan Township (ahora Hazlet Township). 

### Municipio de Matawan
La legislación patrocinada por el asambleísta Beers fue aprobada por la Asamblea General y el Senado del estado, fue firmada por el gobernador de Nueva Jersey William A. Newell y el 23 de febrero de 1857, el municipio de Matavan se incorporó a partir de partes de lo que entonces era el municipio de Raritan.  Esto incluía el pueblo de Middletown Point, Mt. Pleasant y Matavan. El municipio recibió su nombre del arroyo y del pueblo de Matavan. La ortografía de "Matawan" o "Matavan" había sido intercambiable, sin embargo, cuando se publicó la ley se había utilizado "Matavan", que puede derivar de una palabra Lenape que significa "donde dos ríos se unen".  También puede originarse en el sur de Unami Matawonge, "orilla mala" o "colina mala", una posible referencia a los acantilados a lo largo de la bahía de Raritan que estuvieron sujetos a erosión y colapso antes de la construcción de un malecón en la década de 1970. Otra posible fuente es Matawan, en el norte de Unami, para "mala niebla", que puede haberse referido a la niebla generada en la Bahía de Raritan. 
En 1865, debido a una confusión postal con Middletown, la oficina de correos de Middletown Point pasó a llamarse "Matawan", para reflejar el nombre del municipio. Esta sección es el actual centro de la ciudad de Matawan Borough. En 1882, la ortografía del municipio se cambió oficialmente a "Matawan". 
En 1875 se construyó una pequeña estación de ferrocarril a lo largo de las vías del ferrocarril de Nueva York y Long Branch en un punto llamado Hutchler's Crossing. Pronto conocida como la estación Cliffwood, operó en Cliffwood Avenue hasta que la estación cerró en 1932.  
En 1885, se estableció la oficina de correos de Cliffwood y el nombre del antiguo asentamiento de Matavan quedó obsoleto. Matawan se formó como municipio el 28 de junio de 1895, a partir de partes del municipio de Matawan, según los resultados de un referéndum celebrado ese día. Matawan se expandió con partes del municipio de Matawan en 1931 y 1933. 
En respuesta a la demanda, se estableció una oficina de correos en Mount Pleasant en 1889. Como ese nombre se utilizaba en otros lugares, se necesitaba un nombre nuevo. Se eligió "Freneau", en honor a Philip Morin Freneau, el "poeta de la revolución" y ex residente de Mount Pleasant que está enterrado en la zona.  Desde entonces, esta oficina de correos ha estado cerrada.
Cliffwood Beach, formada en la década de 1920, fue originalmente una comunidad turística hasta después de la Segunda Guerra Mundial, cuando las casas disponibles durante todo el año eran la norma. River Gardens se desarrolló a finales de la década de 1940. Strathmore se desarrolló en la década de 1960, agregando desarrollo suburbano a la comunidad y duplicando la población del municipio.

### Municipio de Aberdeen
El 8 de noviembre de 1977, los residentes del municipio de Matawan votaron a favor de cambiar el nombre del municipio para crear una identidad comunitaria separada de la del municipio de Matawan. Los residentes votaron para llamar a su comunidad Aberdeen Township.  Los funcionarios creían que el nuevo nombre llamaría la atención sobre el municipio, ya que figura en primer lugar alfabéticamente entre los municipios de Nueva Jersey. 
Hoy en día, Aberdeen es un municipio suburbano de 5,4 millas cuadradas (14,0 km²)   que contiene una mezcla de residencial, industria ligera y centros comerciales. Las secciones del municipio incluyen Cliffwood, Cliffwood Beach, Freneau, Oakshades, River Gardens, Strathmore, Santa Fe Junction y Woodfield. Tres códigos postales dan servicio al municipio: 07721, 07735 y 07747.
El municipio cuenta con dos compañías de bomberos voluntarios, Aberdeen Township Hose and Chemical Co. No. 1, organizada en 1918, y Cliffwood Volunteer Fire Co., organizada en 1927. Aberdeen Township Hose and Chemical Co. No. 1 celebró su centenario el 10 de junio de 2018, con una celebración en Lloyd Road Park y un desfile a lo largo de Lloyd Road. Dos equipos de primeros auxilios voluntarios responden a las necesidades médicas de emergencia de la comunidad; el Equipo de Rescate y Primeros Auxilios del municipio de Aberdeen, organizado en 1954, y el Servicio Médico de Emergencia del Sur de Aberdeen, organizado en 1970. En 1935 se estableció un Departamento de Policía de tiempo completo 
El sendero Henry Hudson es un 9 millas (14,5 km) sendero pavimentado construido en un antiguo derecho de paso del Ferrocarril Central de Nueva Jersey y que se extiende desde Aberdeen Township al este hasta Atlantic Highlands. 

## Gobierno

### Gobierno local
El municipio opera dentro de la Ley Faulkner bajo la forma de gobierno de Administrador del Consejo (Plan 3), implementada en su forma actual sobre la base de una petición directa a partir del 1 de enero de 1990; Los ciudadanos del municipio de Aberdeen votaron en noviembre de 1964 para cambiar la forma de gobierno tradicional del Comité Municipal, que había estado en vigor desde 1857.  El municipio es uno de los 42 municipios (de los 564) del estado que utilizan esta forma de gobierno.  El órgano de gobierno está compuesto por el alcalde y el Ayuntamiento. En esta forma de Consejo-Administrador, todo el poder de formulación de políticas se concentra en el consejo. El alcalde es miembro del consejo y preside sus reuniones. El Gerente, designado por el consejo y dependiente de él, es el director ejecutivo y supervisa el funcionamiento diario del municipio. Se elige un consejo municipal de siete miembros en general para mandatos escalonados de cuatro años en elecciones partidistas que se celebran cada año impar como parte de las elecciones generales de noviembre; cuatro escaños juntos, seguidos dos años más tarde por el escaño de alcalde y los otros dos escaños del concejo. El alcalde es elegido directamente, mientras que el consejo elige un teniente de alcalde entre sus miembros.   
A partir de 2024, el alcalde del municipio de Aberdeen es el demócrata Fred Tagliarini, cuyo mandato finaliza el 31 de diciembre de 2025. Los miembros del Ayuntamiento de Aberdeen son la vicealcaldesa Margaret Montone (D, 2025), Greg J. Cannon (D, 2027), Arthur S. Hirsch (D, 2027), Concetta B. Kelley (D, 2027), Joseph J. Martucci Sr. (D, 2025) y Robert L. Swindle (D, 2027)

## Política
En marzo de 2011, había un total de 11.162 votantes registrados en el municipio de Aberdeen, de los cuales 3.145 (28,2%) estaban registrados como demócratas, 1.988 (17,8%) estaban registrados como republicanos y 6.021 (53,9%) estaban registrados como no afiliados. Hubo 8 votantes registrados como libertarios o verdes. 
En las elecciones presidenciales de 2020, el demócrata Joe Biden obtuvo el 53,7% de los votos (5.989 votos), por delante del republicano Donald Trump con el 45% (5.021 votos), y de otros candidatos que recibieron el 1,3% (150 votos), entre 11.160 votos emitidos por los 14.130 votantes del municipio, con una participación del 80%.  En las elecciones presidenciales de 2016, la demócrata Hillary Clinton obtuvo el 49,5% de los votos (4.328 votos), por delante del republicano Donald Trump con el 47,2% (4.126 votos), y de otros candidatos que recibieron el 3,3% (284 votos), entre 8.738 votos emitidos.  En las elecciones presidenciales de 2012, el demócrata Barack Obama obtuvo el 56,7% de los votos (4.109 votos emitidos), por delante del republicano Mitt Romney con el 42,1% (3.054 votos), y de otros candidatos con el 1,2% (85 votos), entre los 7.298 votos emitidos por los 11.602 votantes registrados del municipio (50 votos fueron anulados), con una participación del 62,9%.   En las elecciones presidenciales de 2008, el demócrata Barack Obama obtuvo el 53,5% de los votos (4.635 votos emitidos), por delante del republicano John McCain con el 44,0% (3.817 votos) y de otros candidatos con el 1,0% (88 votos), entre los 8.667 votos emitidos por los 11.751 votantes registrados del municipio, con una participación del 73,8%.  En las elecciones presidenciales de 2004, el demócrata John Kerry obtuvo el 51,7% de los votos (4.105 votos emitidos), superando en las encuestas al republicano George W. Bush con el 45,9% (3.644 votos) y a otros candidatos con el 0,6% (67 votos), entre los 7.944 votos emitidos. por los 11.084 votantes registrados del municipio, con un porcentaje de participación del 71,7. 
En las elecciones al Senado de 2020, el demócrata Cory Booker obtuvo el 53,3% (5.880 votos), por delante del republicano Rik Mehta con el 44,8% (4.938 votos), y otros candidatos recibieron el 2% (217 votos), entre 11.035 votos emitidos. 
En las elecciones a la Cámara de Representantes de 2020, el demócrata Frank Pallone obtuvo el 56% (6.437 votos), por delante del republicano Christian Onuoha con el 44% de los votos, entre 11.018 votos emitidos. 
En las elecciones para gobernador de 2017, el demócrata Phil Murphy recibió el 50,5% (2.583 votos), por delante del republicano Kim Guadagno con el 47,2% (2.418 votos) y otros candidatos que recibieron el 2,3% (119 votos).  En las elecciones para gobernador de 2013, el republicano Chris Christie recibió el 64,8% de los votos (3.085 votos emitidos), por delante de la demócrata Barbara Buono con el 33,7% (1.603 votos) y de otros candidatos con el 1,6% (74 votos), entre los 4.814 votos emitidos por los 11.686 votantes registrados del municipio (52 votos fueron anulados), para una participación del 41,2%.   En las elecciones para gobernador de 2009, el republicano Chris Christie recibió el 55,7% de los votos (3.140 votos emitidos), por delante del demócrata Jon Corzine con el 36,3% (2.048 votos), el independiente Chris Daggett con el 5,7% (322 votos) y otros candidatos con el 1,1%. (63 votos), entre los 5.642 votos emitidos por los 11.371 votantes registrados del municipio, lo que arrojó una participación del 49,6%. 

## Educación
El municipio de Aberdeen forma parte del distrito escolar regional de Matawan-Aberdeen, junto con la comunidad vecina de Matawan. El distrito es un sistema integral que comprende siete escuelas, que incluyen una escuela preescolar, tres escuelas primarias de jardín de infantes a 3° grado, una escuela de 4° a 5° grado, una escuela intermedia de 6° a 8° grado y una escuela secundaria de 9° a 12° grado.   A partir del año escolar 2018-19, el distrito, compuesto por siete escuelas, tenía una matrícula de 3827 estudiantes y 324,1 maestros de aula (sobre una base FTE), para una proporción de estudiantes por maestro de 11,8:1.  Las escuelas del distrito (con datos de inscripción de 2018-19 del Centro Nacional de Estadísticas Educativas) son Cambridge Park Developmental Learning Center  (12 estudiantes; preescolar), Cliffwood Elementary School  (320; K-3 ), Escuela primaria Ravine Drive  (326; K-3), Escuela primaria Strathmore  (397; K-3), Escuela primaria Lloyd Road  (614; 4-5), Escuela secundaria Matawan Aberdeen  (888; 6–8) y Escuela secundaria regional de Matawan  (1112; 9–12).  Las oficinas centrales de MARSD están ubicadas en 1 Crest Way, en Aberdeen. Los escaños en la junta de educación de nueve miembros del distrito se asignan en función de la población de los municipios constituyentes, seis de ellos asignados al municipio de Aberdeen.  
El municipio alberga la Yeshiva Gedolah de Cliffwood, que figura como institución de educación superior por la Oficina del Secretario de Educación Superior de Nueva Jersey. 

## Trasporte

### Carreteras y autopistas

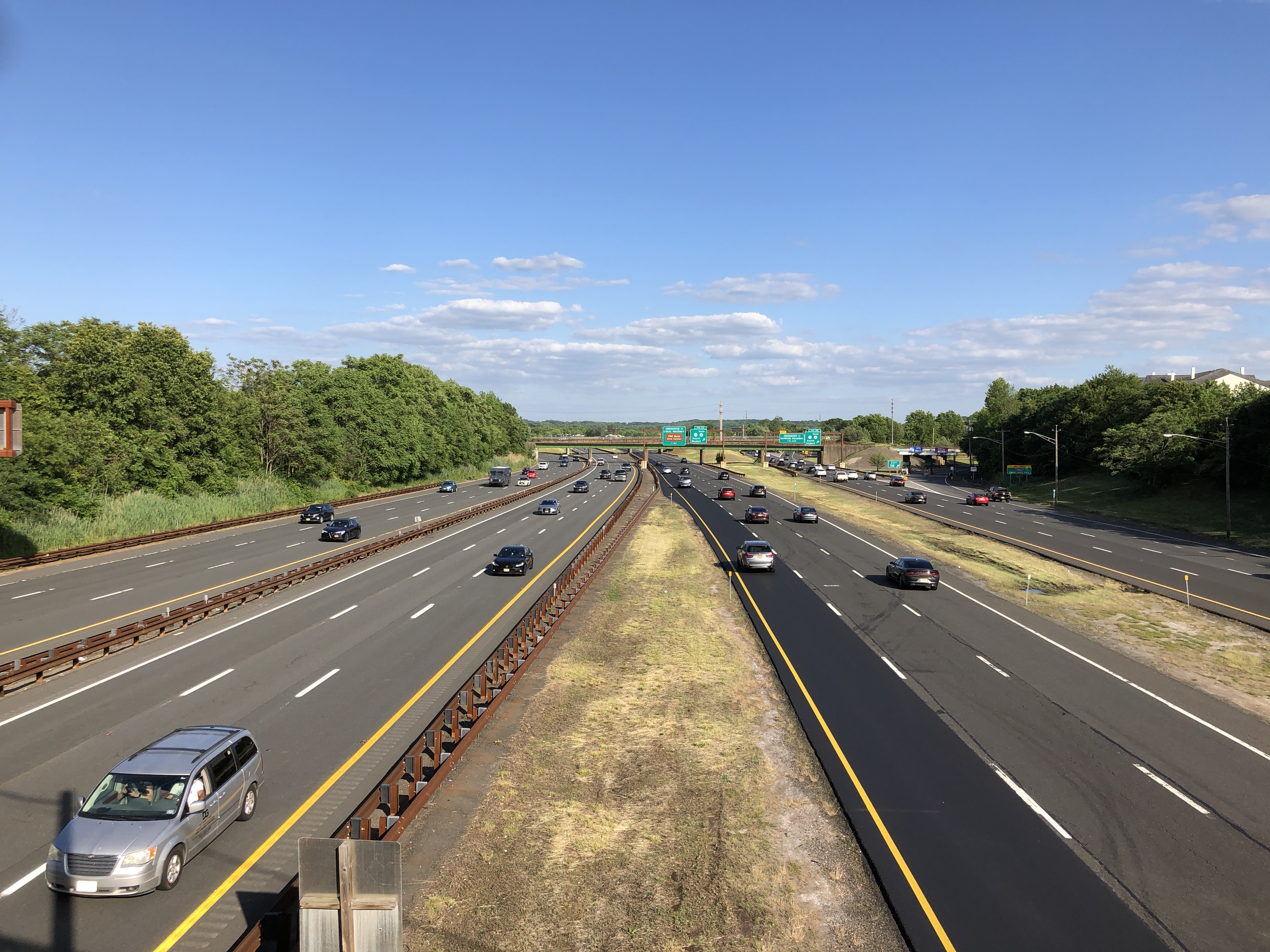
La autopista Garden State Parkway en Aberdeen

En mayo de 2010, el municipio tenía un total de 65,76 millas (105,83 km) de carreteras, de las cuales 55,74 millas (89,70 km) eran mantenidas por el municipio, 5,35 millas (8,61 km) por el condado de Monmouth, 2,69 millas (4,33 km) por el Departamento de Transporte de Nueva Jersey y 1,98 millas (3,19 km) por la Autoridad de Turnpike de Nueva Jersey.
Garden State Parkway es la carretera más grande de Aberdeen, con la salida 118 en el municipio.   La ruta 34 pasa por la zona sur del municipio, mientras que la ruta 35 discurre por la zona norte.  
Transporte público
NJ Transit ofrece transporte en autobús entre el municipio y la terminal de autobuses de la Autoridad Portuaria en Midtown Manhattan a través de la 133, que también para en Old Bridge y Matawan, y la 135, que también para en Freehold, Marlboro y Matawan. Además, la ruta 817, que opera entre Middletown y Perth Amboy, también para en Keansburg, Hazlet, Union Beach, Keyport, Old Bridge y South Amboy. 
La estación Aberdeen-Matawan, ubicada en Aberdeen, es una estación de ferrocarril de la línea NJ Transit North Jersey Coast, con servicio al norte hasta la estación Penn de Nueva York y al sur hasta Bay Head. 